# 벽산문화재단
벽산문화재단은 문화, 예술의 대중화 및 발전에 기여할 목적으로 2010년 5월 17일 설립된 문화체육관광부 소관의 재단법인이다. 이사장은 김봉렬이다. 사무실은 서울특별시 구로구 디지털로31길 12, 별관212호 (구로동, 태평양물산빌딩)에 있다.

## 주요 업무
- 문화발전을 위한 행사, 단체지원 및 시설 설치
- 문화예술 진흥을 위한 연구, 조사, 개발, 보급 및 기념행사
- 인재육성 지원사업 등